# Nyakariya
Nyakariya är ett vattendrag i Burundi.   Det ligger i provinsen Cibitoke, i den nordvästra delen av landet, 80 km norr om huvudstaden Bujumbura.
Omgivningarna runt Nyakariya är en mosaik av jordbruksmark och naturlig växtlighet. Runt Nyakariya är det tätbefolkat, med 297 invånare per kvadratkilometer.